# Cyrtandra olona
Cyrtandra olona là một loài thực vật có hoa trong họ Tai voi. Loài này được C.N.Forbes mô tả khoa học đầu tiên năm 1920.